# Lyre
Lyre är en ort i republiken Irland.   Den ligger i grevskapet County Cork och provinsen Munster, i den sydvästra delen av landet, 230 km sydväst om huvudstaden Dublin. Lyre ligger 253 meter över havet och antalet invånare är 134.
Terrängen runt Lyre är huvudsakligen kuperad, men åt nordväst är den platt. Terrängen runt Lyre sluttar norrut. Runt Lyre är det glesbefolkat, med 8 invånare per kvadratkilometer. Närmaste större samhälle är Mallow, 16,3 km öster om Lyre. Trakten runt Lyre består i huvudsak av gräsmarker.